# DJジーノ (仮)
DJジーノ(仮)は、大分県を拠点に中部九州で活動する日本の実業家・ラジオパーソナリティである。

## 人物
大分県で運輸業を営む現役のトラックドライバーである。ラジオパーソナリティとしては覆面で活動している。

## 現在の出演番組
- トラバラ - FM大分（毎週金曜日19:30-）[2]
- トラパラ - RKK熊本放送（毎週土曜日18:30-）[3]

これらの番組は、やきそばかおるによりMBSラジオのラジオ番組「次は〜新福島!」で紹介された。